# نيك ميريكو
نيك ميريكو (بالإنجليزية: Nick Merico)‏، من مواليد 29 ديسمبر 1995، هو ممثل ومغن أمريكي من أصل أرجنتيني معروف بمشاركته في المسلسل التلفزيوني بكل السبل (2014-2015)، في دور دانيال ميللر.

## حياة
ولد ونشأ في الأرجنتين في 29 ديسمبر 1995 ويقيم حاليًا في ميامي، فلوريدا. بدأ نيك في الأداء في سن الحادية عشرة في أماكن مختلفة في الأرجنتين. ومنذ ذلك الحين يتجول في المدارس ويؤدي عروضه في أماكن أخرى. بدءًا من سن 11 عامًا، بدأ حسابًا على يوتيوب له وهو يغني.

## وصلات خارجية
- نيك ميريكو على موقع IMDb (الإنجليزية)
- نيك ميريكو على موقع ديسكوغز (الإنجليزية)
- نيك ميريكو على موقع قاعدة بيانات الفيلم (الإنجليزية)
- نيك ميريكو على موقع كينوبويسك (الروسية)